# DSA-522
La DSA-522 es una carretera perteneciente a la Red Secundaria de la Diputación Provincial de Salamanca que une la CL-517 con la DSA-523.
También pasa por la localidad de Vega de Tirados.

## Recorrido
La carretera DSA-522 tiene su origen en Carrascal de Barregas en la intersección con la carretera CL-517, y termina en la intersección con la carretera DSA-523 en Villarmayor, formando parte de la Red de carreteras de Salamanca.
| Carrascal de Barregas (Intersección con ) - Villarmayor (Intersección con ) | Carrascal de Barregas (Intersección con ) - Villarmayor (Intersección con ) | Carrascal de Barregas (Intersección con ) - Villarmayor (Intersección con ) | Carrascal de Barregas (Intersección con ) - Villarmayor (Intersección con ) | Carrascal de Barregas (Intersección con ) - Villarmayor (Intersección con ) | Carrascal de Barregas (Intersección con ) - Villarmayor (Intersección con ) | Carrascal de Barregas (Intersección con ) - Villarmayor (Intersección con ) | Carrascal de Barregas (Intersección con ) - Villarmayor (Intersección con ) | Carrascal de Barregas (Intersección con ) - Villarmayor (Intersección con ) | Carrascal de Barregas (Intersección con ) - Villarmayor (Intersección con ) | Carrascal de Barregas (Intersección con ) - Villarmayor (Intersección con ) |
| Esquema                                                                     | PK                                                                          | Sentido Villarmayor                                                         | Sentido Villarmayor                                                         | Sentido Villarmayor                                                         | Sentido Villarmayor                                                         | Sentido Carrascal de Barregas                                               | Sentido Carrascal de Barregas                                               | Sentido Carrascal de Barregas                                               | Sentido Carrascal de Barregas                                               | Incidencias                                                                 |
| Esquema                                                                     | PK                                                                          | Velocidad                                                                   | Elemento                                                                    | Salida                                                                      | Salida                                                                      | Salida                                                                      | Salida                                                                      | Elemento                                                                    | Velocidad                                                                   | Incidencias                                                                 |
| Esquema                                                                     | PK                                                                          | Velocidad                                                                   | Elemento                                                                    | Dir.                                                                        | Nombre                                                                      | Nombre                                                                      | Dir.                                                                        | Elemento                                                                    | Velocidad                                                                   | Incidencias                                                                 |
| --------------------------------------------------------------------------- | --------------------------------------------------------------------------- | --------------------------------------------------------------------------- | --------------------------------------------------------------------------- | --------------------------------------------------------------------------- | --------------------------------------------------------------------------- | --------------------------------------------------------------------------- | --------------------------------------------------------------------------- | --------------------------------------------------------------------------- | --------------------------------------------------------------------------- | --------------------------------------------------------------------------- |
|                                                                             | 0,0                                                                         |                                                                             |                                                                             | Golpejas Vitigudino                                                         | Golpejas Vitigudino                                                         | Golpejas Vitigudino                                                         |                                                                             |                                                                             |                                                                             |                                                                             |
| Doñinos de Salamanca Salamanca                                              | 0,0                                                                         |                                                                             |                                                                             |                                                                             |                                                                             |                                                                             |                                                                             |                                                                             |                                                                             |                                                                             |
|                                                                             | 4,2                                                                         |                                                                             |                                                                             | VEGA DE TIRADOS                                                             | VEGA DE TIRADOS                                                             | VEGA DE TIRADOS                                                             | VEGA DE TIRADOS                                                             |                                                                             |                                                                             |                                                                             |
|                                                                             | 5,0                                                                         |                                                                             |                                                                             | San Pedro del Valle                                                         | San Pedro del Valle                                                         | San Pedro del Valle                                                         | San Pedro del Valle                                                         |                                                                             |                                                                             |                                                                             |
|                                                                             | 5,2                                                                         |                                                                             |                                                                             | VEGA DE TIRADOS                                                             | VEGA DE TIRADOS                                                             | VEGA DE TIRADOS                                                             | VEGA DE TIRADOS                                                             |                                                                             |                                                                             |                                                                             |
|                                                                             | 5,5                                                                         |                                                                             |                                                                             |                                                                             | Tirados de la Vega                                                          | Tirados de la Vega                                                          |                                                                             |                                                                             |                                                                             |                                                                             |
|                                                                             | 5,5                                                                         | Golpejas                                                                    |                                                                             |                                                                             |                                                                             |                                                                             |                                                                             |                                                                             |                                                                             |                                                                             |
|                                                                             | 9,220                                                                       |                                                                             |                                                                             |                                                                             | Espino de los Doctores Ledesma                                              | Espino de los Doctores Ledesma                                              | Espino de los Doctores Ledesma                                              |                                                                             |                                                                             |                                                                             |
|                                                                             | 9,220                                                                       | Golpejas                                                                    |                                                                             |                                                                             |                                                                             |                                                                             |                                                                             |                                                                             |                                                                             |                                                                             |